# 大西洋奇棘魚
大西洋奇棘魚（学名：Idiacanthus atlanticus）为輻鰭魚綱巨口鱼目巨口鱼科的其中一種。分布於南半球溫帶至南極間的海域，為深海魚類，棲息深度1239-2000公尺，體長可達53公分。